# Aneurus inconstans
Aneurus inconstans är en insektsart som beskrevs av Philip Reese Uhler 1871. Aneurus inconstans ingår i släktet Aneurus och familjen barkskinnbaggar. Inga underarter finns listade i Catalogue of Life.